# Delirium (album của Ellie Goulding)
Delirium là album phòng thu thứ ba của nữ ca sĩ người Anh Ellie Goulding. Album đã được phát hành vào ngày 6 tháng 11 năm 2015, bởi hãng Polydor Records. Đĩa đơn đầu tiên từ album "On My Mind" đã được phát hành trên iTunes Store và được bán kèm theo album trên Spotify và Apple Music.

## Phát hành

### Đĩa đơn
"On My Mind" được phát hành dưới dạng đĩa đơn đầu tiên từ album vào ngày 17 tháng 9 năm 2015. Bài hát đã đạt đến vị trí thứ 15 trên bảng xếp hạng Billboard Hot 100 và số 5 tại UK Singles Chart.

### Đĩa đơn quáng bá
Các bài hát "Something in the Way You Move", "Lost and Found" và "Army" lần lượt được phát hành dưới dạng đĩa đơn quảng bá cho album.

### Các bài hát khác
Phiên bản tiêu chuẩn của album còn có bài hát hit của cô đầu năm 2015 "Love Me like You Do", bài hát được phát hành dưới dạng đĩa đơn từ album nhạc phim cho bộ phim Fifty Shades of Grey. Phiên bản cao cấp của album còn có bài hát mà Scottish DJ Calvin Harris đã từng hợp tác với Goulding, "Outside", là đĩa đơn cho album phòng thu năm 2014 của Harris, Motion.

## Danh sách bài hát
| Delirium — Phiên bản tiêu chuẩn | Delirium — Phiên bản tiêu chuẩn | Delirium — Phiên bản tiêu chuẩn                                             | Delirium — Phiên bản tiêu chuẩn | Delirium — Phiên bản tiêu chuẩn |
| STT                             | Nhan đề                         | Sáng tác                                                                    | Nhà sản xuất                    | Thời lượng                      |
| ------------------------------- | ------------------------------- | --------------------------------------------------------------------------- | ------------------------------- | ------------------------------- |
| 1.                              | "Intro (Delirium)"              | Ellie Goulding Joe Kearns Chris Ketley                                      |                                 | 1:54                            |
| 2.                              | "Aftertaste"                    | Goulding Greg Kurstin                                                       | Kurstin                         | 3:46                            |
| 3.                              | "Something in the Way You Move" | Goulding Kurstin                                                            |                                 | 3:47                            |
| 4.                              | "Keep on Dancin'"               | Goulding Ryan Tedder Nicole Morier Noel Zancanella                          |                                 | 3:46                            |
| 5.                              | "On My Mind"                    | Goulding Max Martin Savan Kotecha Ilya Salmanzadeh                          | Max Martin Ilya                 | 3:33                            |
| 6.                              | "Around U"                      | Goulding Joe Janiak Fred Gibson Tristan Landymore                           |                                 | 3:17                            |
| 7.                              | "Codes"                         | Goulding Max Martin Kotecha Ilya                                            | Max Martin Ilya                 | 3:16                            |
| 8.                              | "Holding on for Life"           | Goulding Kurstin Maureen "Mozella" McDonald                                 |                                 | 4:15                            |
| 9.                              | "Love Me like You Do"           | Max Martin Kotecha Ilya Ali Payami Tove Lo                                  | Max Martin Payami               | 4:12                            |
| 10.                             | "Don't Need Nobody"             | Goulding Max Martin Kotecha Peter Svensson Ludvig Söderberg Jakob Jerlström | Max Martin                      | 3:33                            |
| 11.                             | "Don't Panic"                   | Goulding Kurstin McDonald                                                   |                                 | 3:16                            |
| 12.                             | "We Can't Move to This"         | Goulding Kurstin McDonald Fred Gibson Alex Gibson                           |                                 | 3:28                            |
| 13.                             | "Army"                          | Goulding Max Martin Kotecha Payami                                          | Max Martin Payami               | 3:57                            |
| 14.                             | "Lost & Found"                  | Goulding Max Martin Laleh Pourkarim Carl Falk Joakim Berg                   |                                 | 3:36                            |
| 15.                             | "Devotion"                      | Goulding Payami Klas Åhlund Stephen Wrabel                                  |                                 | 3:46                            |
| 16.                             | "Scream It Out"                 | Goulding Jim Eliot                                                          |                                 | 3:09                            |
| Tổng thời lượng:                | Tổng thời lượng:                | Tổng thời lượng:                                                            | Tổng thời lượng:                | 56:31                           |

| Delirium — Phiên bản cao cấp (các bài hát bổ sung) | Delirium — Phiên bản cao cấp (các bài hát bổ sung)   | Delirium — Phiên bản cao cấp (các bài hát bổ sung) | Delirium — Phiên bản cao cấp (các bài hát bổ sung) | Delirium — Phiên bản cao cấp (các bài hát bổ sung) |
| STT                                                | Nhan đề                                              | Sáng tác                                           | Nhà sản xuất                                       | Thời lượng                                         |
| -------------------------------------------------- | ---------------------------------------------------- | -------------------------------------------------- | -------------------------------------------------- | -------------------------------------------------- |
| 17.                                                | "The Greatest"                                       | Goulding Eliot                                     |                                                    | 3:31                                               |
| 18.                                                | "I Do What I Love"                                   | Goulding Pourkarim                                 |                                                    | 2:51                                               |
| 19.                                                | "Paradise"                                           | Goulding Little                                    |                                                    | 3:44                                               |
| 20.                                                | "Winner"                                             | Goulding Pourkarim                                 |                                                    | 3:20                                               |
| 21.                                                | "Heal"                                               | Goulding Guy Lawrence James Napier                 |                                                    | 4:52                                               |
| 22.                                                | "Outside" (Calvin Harris hợp tác với Ellie Goulding) | Goulding Harris                                    | Harris                                             | 3:47                                               |
| Tổng thời lượng:                                   | Tổng thời lượng:                                     | Tổng thời lượng:                                   | Tổng thời lượng:                                   | 78:36                                              |